# Conocrambus dileucellus
Conocrambus dileucellus là một loài bướm đêm trong họ Crambidae.